# Sabine Völkers
Sabine Völkers (* 1967 in Stade) ist eine deutsche Illustratorin.

## Leben
Völkers studierte von 1988 bis 1994 an der Fachhochschule Hamburg im Fachbereich Gestaltung (jetzt HAW Hamburg) bei Rüdiger Stoye. Daran schloss sich 1991 ein Auslandssemester in Prag an der Vysoká škola uměleckoprůmyslová bei Jiři Šalamoun an.
Seit 1994 ist Völkers freiberuflich tätig als Illustratorin für diverse Zeitungen, Buch- und Zeitschriftenverlage und Firmen: Rowohlt, Berlin, Cecilie Dressler Verlag, Haffmans Verlag, Oesch Verlag, Oldenbourg, Cornelsen, Langenscheidt, Die Zeit, Süddeutsche Zeitung, Berliner Zeitung, Financial Times Deutschland, Handelsblatt, Mare, Psychologie heute, Familie&Co, Hörzu, Eisbär-Eis, Hahn-Film u. a.

## Werke (Auswahl)
Illustrationen zu Büchern:
- Gaby Hendricks: Lass weg! Was Du nicht brauchst. Lardon Media, Berlin 2004; ISBN 3-89769-531-6.
- Sabine Neuffer: Lina mit dem Katzenauge. Dressler, 2008.
- Illustrationen zu Büchern von Mark Spörrle:
  - „Ist der Herd wirklich aus?“ Irrwitzige Geschichten aus dem wahren Leben. Rowohlt-Taschenbuch-Verlag, Reinbek bei Hamburg 2006; ISBN 978-3-499-33236-4.
  - „Wer hat meine Hemden geschrumpft?“ Neue Geschichten aus dem wahren Leben. Rowohlt-Taschenbuch-Verlag, Reinbek bei Hamburg 2007; ISBN 978-3-499-33253-1.
  - „Aber dieses Jahr schenken wir uns nichts!“ Geschichten vom weihnachtlichen Wahnsinn. Rowohlt-Taschenbuch-Verlag, Reinbek bei Hamburg 2008; ISBN 978-3-499-24720-0.
- Pseudonymous Bosch und Petra Koob-Pawis: Wenn du dieses Buch liest, ist alles zu spät. Arena, 2010.
- Anja Fröhlich: Benni, ich und der Fall Tuckermann. Klopp, 2010.
- Meike Haas: Milena und die tollste Schule der Welt. Arena, 2010.